# Евсюков, Денис Викторович
Дени́с Ви́кторович Евсюко́в (род. 20 апреля 1977, Москва) — бывший майор российской милиции, в 2008—2009 годах был начальником отдела внутренних дел района Царицыно. 
Приобрёл скандальную известность, когда 27 апреля 2009 года в состоянии алкогольного опьянения выстрелами, произведёнными из пистолета системы Макарова (пистолет 1968 года выпуска за номером ШИ 3192, изъятый у Евсюкова находился в розыске, инициированным УВД по Северо-Кавказскому округу в 2000 году) убил двоих и ранил ещё семь человек, один из которых впоследствии скончался в больнице. Акт массового убийства произошел в московском супермаркете «Остров» на Шипиловской улице, там же преступник и был задержан сотрудниками правоохранительных органов. В 2010 году был приговорён к пожизненному лишению свободы.

## Биография
После школы окончил ПТУ по специальности «реставратор декоративно-художественных покрасок, реставратор лепных изделий», посещал клуб «Юных десантников» и секцию рукопашного боя.
В 1999 году окончил заочное отделение Московского юридического института МВД по специальности «правоохранительная деятельность».
С 1995 года работал в милиции. В 1997 году — инспектор управления вневедомственной охраны при ГУВД. С 1998 года — в службе криминальной милиции Южного административного округа Москвы, где начал с должности оперуполномоченного и дослужился до начальника ОВД «Царицыно» (2008). Одновременно был слушателем 2 факультета заочной формы обучения в Академии МВД. В 2005 году именно Евсюков занимался поимкой «Битцевского маньяка» Александра Пичушкина.
В прессе утверждалось, что Евсюков являлся выдвиженцем начальника ГУВД Москвы генерал-полковника Владимира Пронина, который в связи с событиями 27 апреля был уволен. Сам Владимир Пронин отрицал факт личного знакомства с семьёй Евсюкова. Отрицал факт своего знакомства с Прониным и Виктор Евсюков (отец Д. Евсюкова); «Денис добился [всего] своим трудом, а не так, как писали СМИ», — заявлял отец.
В пятилетнюю годовщину расстрела в супермаркете «Остров» (27 апреля 2014 года) по запросу Российского агентства правовой и судебной информации (РАПСИ) официальная представительница Генпрокуратуры РФ Марина Гриднева сообщила, что Денис Евсюков содержится в ФБУ ИК-18 «Полярная сова», с 12 июля 2010 года «За всё время отбывания наказания от него жалоб и обращений, в том числе на условия содержания в исправительном учреждении, в органы прокуратуры Ямало-Ненецкого автономного округа и Генеральную прокуратуру РФ не поступало». Как рассказал РАПСИ источник в исправительном учреждении, Евсюков содержится в двухместной камере с ещё одним осуждённым. В настоящее время он не работает, свободное время проводит в основном за чтением. С другими осуждёнными сходится неохотно, но поддерживает связь с родственниками: отец Евсюкова регулярно приезжает на свидания к сыну. Ведёт себя Евсюков спокойно, сотрудники колонии характеризуют его положительно.
По данным на 2016 год, Евсюков содержится в одной из трёх так называемых «еврокамер», то есть в камере с евроремонтом, оборудованной по всем новейшим стандартам. В такую камеру он был помещён в качестве поощрения за отсутствие у него взысканий и замечаний со стороны администрации колонии. В коротком интервью журналисту «Московского комсомольца» Евсюков признался, что не против того, чтобы пожизненно заключённым предоставлялись длительные свидания с родными и близкими.

### Семейное положение
Разведён, детей нет. Бывшая супруга — экс-участница запасных составов групп «Стрелки» и «Стрелки International» и участница группы «Perestrelki» (первоначальное название — «СТРЕЛочКИ») Карина Резникова (в девичестве Каринэ Тонаканян).

## Убийства
В ночь с 26 на 27 апреля 2009 года Евсюков убил напротив дома № 38 по Борисовскому проезду подвозившего его водителя Daewoo Lanos Сергея Евтеева и, пройдя через дворы к Шипиловской улице (Южный округ Москвы), вошёл в супермаркет «Остров». По пути в супермаркет, перед ним и внутри магазина он несколько раз открывал огонь, ранив семерых человек, один из которых скончался (кассир Эльмира Турдуева). До приезда милиции Евсюков продолжал стрельбу по сотрудникам и покупателям, выбирая в качестве цели молодых людей разного пола (самому старшему было 27 лет). Евсюков захватил в подсобке заложников и намеревался их расстрелять, но был обезврежен нарядом милиции.
Евсюков для совершения этих преступлений использовал пистолет Макарова 1968 года выпуска за номером ШИ 3192, объявленный в розыск Северо-Кавказским УВД в 2000 году.
На защиту Евсюкова встала его жена, заявляя о том, что ему что-то подсыпали. В день, предшествующий инциденту в магазине, Евсюков отмечал праздник и находился в состоянии алкогольного опьянения.
19 февраля 2010 года Московским городским судом приговорён к пожизненному заключению. 8 июня того же года Верховный суд РФ отклонил жалобу адвокатов экс-майора на приговор, оставив его без изменений.

## В заключении
С 12 июля 2010 года Денис Евсюков отбывает наказание в колонии «Полярная сова» Ямало-Ненецкого АО, расположенной за Северным полярным кругом.
До 2015 года жалоб и обращений, в том числе на условия содержания в исправительном учреждении, в органы прокуратуры Ямала и Генеральную прокуратуру РФ от него не поступало. Будучи в заключении, Евсюков не работал, большую часть свободного времени он проводил за чтением, а из родственников поддерживал отношения со своим отцом, который регулярно его навещал.
Однако весной 2015 года Денис Евсюков направил письмо-жалобу в ЕСПЧ, в котором пожаловался на удаленность своей колонии от Москвы. Жалоба принята к рассмотрению.
В последующие годы психическое состояние Дениса Евсюкова начало ухудшаться. В июне 2018 года стало известно, что Евсюков, ссылаясь на невыносимые условия содержания, начал писать письма, адресованные руководству тюрьмы и страны с просьбой расстрелять его, отправить его для участия в военных действиях на территорию Сирии или на Донбасс, а также помиловать его, лишь бы не оставаться в колонии. Но на все просьбы Евсюков получил отказы.
В 2021 году Европейский суд по правам человека присудил Евсюкову и его родителям компенсацию в размере шести тысяч евро. Решение опубликовано на сайте суда. В своей жалобе в ЕСПЧ Евсюков и его родители указали, что колония, где находится бывший майор, находится слишком далеко от Москвы, где живут его родители, что нарушает восьмую статью Европейской конвенции по правам человека о праве на уважение частной и семейной жизни.
В 2024 году стало известно, что Денис Евсюков писал прошения об отправке его для участия в боевых действиях в ходе вторжения России на Украину. Об этом сообщила ряду СМИ одна из его знакомых  по имени Александра. Женщина утверждала, что она одна из немногих, кто поддерживает отношения с Евсюковым, так как его родители умерли в 2020 году, а его младшая сестра не хочет поддерживать с ним никаких отношений. По ее словам, Денис Евсюков  написал два письма чиновникам на имя  Сергея Шойгу в марте 2024 года и в ноябре 2023 года. Кроме этого, он неоднократно слал письма в военкоматы и высшие органы власти. Перечисляя доводы в пользу принятия положительного решения по его просьбе, Евсюков упоминал участие своих обоих дедов в Великой отечественной войне, службу своего отца в правоохранительных органах и свои многочисленные служебные награды. Для искупления вины перед обществом он выразил желание пополнить ряды штурмовых воинских подразделений.

## Отзывы по службе
До событий 27 апреля Евсюков характеризовался коллегами по службе «исключительно положительно», считался «хорошим оперативником и делал удачную карьеру». Из характеристики института МВД: «Денис Евсюков — вежливый, подтянутый, дисциплинированный, эрудированный, психологически устойчивый». Однако после ареста практически все отзывы об Евсюкове изменились на противоположные. Оказалось, что у Евсюкова по службе было несколько выговоров, предупреждение о неполном служебном соответствии. Психиатрическая экспертиза на следствии выявила, что самооценка Евсюкова Д. В. была «неустойчивая, с некоторой тенденцией к завышению». Был зависим от собственного успеха и занимаемой социальной позиции; мотивация была направлена на самоутверждение. Евсюков требовал полного и беспрекословного подчинения сотрудников, а на пререкания реагировал жёстко, часто выходил из себя и кричал на сотрудников. По характеру Евсюков Д. В. — человек замкнутый, немногословный, вспыльчивый, высокомерный.
Владимир Пронин, бывший начальник ГУВД г. Москвы, уволенный сразу же после бойни в супермаркете, сообщил журналистам, что Евсюков характеризовался по службе положительно, обладает хорошим чувством юмора. «Он хороший профессионал, в воскресенье весь день дежурил в связи с празднованием Красной горки».
Однако пресса со ссылкой на сослуживцев Евсюкова по ОВД «Чертаново Южное» отмечала, что однажды тот в компании хвастался: «Я мог бы убить человека. Если, конечно, он того заслуживает». По слухам, сам ОВД был известен тем, что там «выбивали показания из задержанных», однако прямых свидетельств причастности Евсюкова к подобным правонарушениям не публиковалось. По сведениям газеты «Московский комсомолец», часть коллектива ОВД «Царицыно», начальником которого в конце 2008 года стал Евсюков, восприняла его «в штыки и откровенно саботировала». Подчёркивалось также, что новый начальник ОВД «никогда не пил» и на первой встрече с подчинёнными предупредил, что «будет увольнять и наказывать всех, от кого на работе учует запах спиртного».

## Награды
- Знак «Лучший сотрудник криминальной милиции».
- Медаль «За отличие в службе» (2005)[2].

## В кино
- Первая серия вышедшего в 2010 году телесериала «Важняк» («Обвиняемый») под названием «Дело майора Барсукова» посвящена Евсюкову. По сюжету майор милиции Дмитрий Барсуков пришёл в торговый центр и равнодушно расстрелял двадцать человек. Однако Следователь Макаров смог догадаться, что это его под угрозой расправы с женой заставили сделать влиятельные люди. Барсуков старался людей в торговом зале только ранить, но те, кто за ним следил, добили их. А запись наружного наблюдения вырезали частично. Макаров смог добиться для Барсукова 15 лет тюрьмы, которые он отсидел и жена его дождалась.
- В сериале «Ментовские войны 5» (2010) (фильм 1 — «Другая река») прототипом героя Сергея Бодрунова, устроившего массовый расстрел посетителей кафе, стал Денис Евсюков. Авторы фильма высказали предположение, что милиционер-убийца находился под воздействием сильнодействующего психотропного препарата. В этой серии Бодрунов стал первым, кто совершил убийство под воздействием сильнодействующего психотропного препарата, с него началась череда аналогичных преступлений. Сам же Бодрунов в СИЗО повесился.
- В 2012 году вышла вторая серия российского телесериала «Следственный комитет» под названием «Мишени» (реж. Юрий Попович). Прототипом главного героя Ерофеева является Денис Евсюков; эпизод основан на фактах дела Евсюкова, также обыгрывается психологический портрет Дениса Евсюкова[17][18].
- Режиссёр фильма «Майор» (2013) Юрий Быков признал, что на образ майора Соболева повлиял небезызвестный майор Денис Евсюков, расстрелявший несколько человек в московском супермаркете «Остров». Однако тут сюжет далёк от оригинальной истории. Да и Соболев просто стал жертвой ситуации, когда сбил на машине ребёнка.
- В сериале «Глухарь» образ Евсюкова представлен в лице подполковника Станислава Карпова, сюжетная линия заключительных серий «Глухаря» основана на истории Евсюкова. Карпов показан довольно жестоким, каким некоторые описывали и Евсюкова. Однако, в отличие от Евсюкова, Карпов был признан невменяемым и отправлен на принудительное лечение в психбольницу, откуда был выпущен через несколько лет.
- В фильме «Бабло» Евсюков стал прототипом[источник не указан 562 дня] майора милиции Зуева (актёр: Александр Фисенко), «крышей» публичного дома. По сюжету, не дожидаясь увольнения, сам сдаёт удостоверение. В это же время ему звонит невеста и сообщает, что уходит от него. Вне себя от гнева, Зуев срывается на автохаме, не дававшем ему проехать по Садовому кольцу, и открывает по нему огонь из пистолета. Однако ни один из выстрелов не оказывается смертельным. После непродолжительной погони Зуева задерживают.
- В конце 6-го сезона сериала Невский Денис Сомов, как и Евсюков, в состоянии опьянения устроил стрельбу по полицейским в здании ГУМВД Санкт-Петербурга.